# Токин, Владимир Николаевич
Влади́мир Никола́евич То́кин (10 июня 1937, Цимлянск — 22 апреля 2019) — советский и российский дипломат. Чрезвычайный и полномочный посол (1991).

## Биография
Окончил Московский государственный институт международных отношений (МГИМО) МИД СССР (1965). Владел английским и амхарским языками. На дипломатической работе с 1963 года.
- В 1978—1982 годах — советник Посольства СССР в Эфиопии.
- В 1982—1985 годах — заведующий сектором Третьего Африканского отдела МИД СССР.
- В 1985—1987 годах — советник-посланник Посольства СССР в Гане.
- В 1987—1990 годах — советник-посланник Посольства СССР в Эфиопии.
- В 1990—1991 годах — заместитель начальника Управления стран Африки МИД СССР.
- С 17 августа 1991 по 6 сентября 1997 года — чрезвычайный и полномочный посол СССР, затем Российской Федерации в Гане[2][3].
- В 1997—2000 годах — посол по особым поручениям МИД России.
- С 26 июля 2000 по 26 августа 2005 года — чрезвычайный и полномочный посол Российской Федерации в Албании[4][5].

Похоронен в Москве, на Троекуровском кладбище (участок 17).

## Награды
- Орден Дружбы народов (14 декабря 1990) — за большой вклад в развитие советско-эфиопских отношений[6].
- Медаль «Ветеран труда».
- Почётная грамота Президиума Верховного совета РСФСР.

## Семья
Был женат. Двое сыновей.